# 那須雅之
那須雅之（なす まさゆき、1962年11月3日 - ）は、日本の音楽プロデューサー。アテナ・ミュージック株式会社代表取締役。Power Chorus協会共同代表。東京都大田区に生まれ、その後神奈川県横浜市にて育つ。血液型はO型、身長168cm。

## 略歴
神奈川県立霧が丘高等学校在学中に当時のギターの師匠である金子マリ&バックスバニーのギターリスト永井充男の紹介でスタジオミュージシャンとしてデビュー。その後多くの歌手のサポートバンドを務め、1986年の本城未沙子のツアーを最後にギターリストを引退。引退後すぐにアン・ミュージック・スクール東京の取締役となり、音楽学校経営や音楽制作に携わる。1998年に予てよりの友人の亀渕友香と株式会社タートル・ミュージック・プラントを設立。亀渕や亀渕主宰のゴスペルコーラスグループVOJA（The Voices of Japan）をプロデュース。2013年1月にはアテナ・ミュージック株式会社を設立して所属アーティストのプロデュースを手がけている。2014年5月には、グラミー賞ノミネートや、ゴスペル界のグラミー賞とも言われるStellar Awardsにて数多くの受賞を経験しているアーティストKurt Carrの来日コンサートを演出し、日本のゴスペルシーンに大きな影響を与える。